# Teoría de cuerda heterótica SO(32)
En física teórica, la teoría de cuerda heterótica SO(32), o cuerda HO, es una de las cinco teorías consistentes de supercuerdas y una de las dos teorías de cuerda heterótica, ambas de con supersimetría en 10D, las cuales están basadas en un peculiar híbrido de una supercuerda de tipo I y una cuerda bosónica. Difiere de la otra teoría heterótica en su grupo gauge, que es E8xE8. La teoría heterótica SO(32) fue propuesta David Gross, Jeffrey Harvey, Emil Martinec y Ryan Rohm en 1984.

## Características
Es muy parecida a la heterótica E8xE8. Incluye cuerdas cerradas propagándose en un espacio-tiempo plano de 10D (9+1). Todas las cuerdas son orientables.
Presenta un grado de supersimetría N=1. Las partículas levógiras y dextrógiras son tratadas de forma diferente. En el sector dextrógiro las cuerdas poseen supersimetría y en el levógiro no, o viceversa. El sector dextrógiro vive en 10D y el sector levógiro en 26D. Sin embargo, mediante ciertos métodos matemáticos (que tienen que ver con el grupo de simetrías SO(32) es posible "manejar" 16 de esas 26 dimensiones de tal forma que ambos sectores se propaguen en 10D. La quiralidad de ambos sectores es igual, de manera que la teoría es quiral. A las cuerdas que no posee supersimetría se les denomina cuerdas bosónicas, ya que la parte fermiónica que proporcionaría la supersimetría está ausente.
Presenta el grupo simetría (grupo Gauge) de norma SO(32) = grupo especial ortogonal de rotaciones en 32 dimensiones internas. Es inexacto incluirlo en el SO(32) del Grupo de Lie, ya que esta teoría es un cociente de Spin(32)/Z2 que no es equivalente a SO(32).
Su teoría efectiva a bajas energías es una supergravedad (SUGRA) HO de 10D.

## Dualidades y otras relaciones de simetría
En energías bajas, la cuerda heterótica SO(32) es descrita por la supergravedad de tipo HO en 10 dimensiones.
La cuerda heterótica SO(32) con una dimensión de radio R es T-dual a la otra cuerda heterótica E8xE8 con una dimensión de radio 1/R.
Las cuerdas heteróticas SO(32) son S-duales a la cuerda Tipo I: una cuerda heterótica SO(32) con constante de acoplamiento Φ pequeño es equivalente a la cuerda Tipo I con constante de acoplamiento 1/Φ (acoplo grande).